# Iegor Silin
Iegor Víktorovitx Silin (en rus Егор Викторович Силин; Ixim, Tiumén, 25 de juny de 1988) és un ciclista rus. Va debutar com a professional el 2010 a l'equip Team Katusha, equip en el qual milità dues temporades, per passar posteriorment durant dos anys a l'Astana Qazaqstan Team. El 2014 tornà al Team Katusha. Actualment milita a l'equip Rádio Popular-Boavista.
Fou medalla de bronze en el Campionat del món en ruta sub-23 de 2009, disputat a Mendrisio, sent superat sols per Romain Sicard i Carlos Betancur.

## Palmarès
- 2005
  - Vencedor d'una etapa al Giro de Basilicata
- 2008
  - 1r al Gran Premi Ciutat de Felino
  - 1r al Gran Premi Colli Rovescalesi
- 2009
  - 1r a la Copa de la Pau
  - Vencedor d'una etapa al Baby Giro
  - Vencedor d'una etapa al Giro de la vall d'Aosta
  -  Medalla de bronze al Campionat del món en ruta sub-23
- 2011
  - Vencedor d'una etapa al Herald Sun Tour

### Resultats al Tour de França
- 2011. 73è de la classificació general
- 2014. Abandona (6a etapa)

### Resultats a la Volta a Espanya
- 2012. 122è de la classificació general
- 2016. 15è de la classificació general

### Resultats al Giro d'Itàlia
- 2016. 38è de la classificació general